# Amblyophallus
Amblyophallus (лат.) — род равнокрылых насекомых из семейства горбаток (Membracidae). Неотропика.

## Распространение
Встречаются в Южной Америке: Аргентина, Бразилия, Колумбия, Гайана и Перу.

## Описание
Длина тела менее 1 см. Пронотум вздутый, без надплечевых рогов, во фронтальном виде примерно в 1,5 раза выше, чем в ширину, выпуклый; плечевые углы не выступают; метопидиум почти вертикальный, дорсальный киль отчетливый. Латеральная пластинка пигофера у самцов маленькая, с одним толстым шипом на заднем крае; стилеты обычно загнуты латерально, вершина острая или загнута; задний рукав эдеауса с поперечными морщинками на дорсальном крае, ближе к вершине.

## Классификация
5 видов.
- Amblyophallus elevata (Funkhouser, 1919)[4]
  - = Stictocephala elevata Funkhouser, 1919
- Amblyophallus exaltatus (Fabricius, 1803)
  - =Membracis exaltata Fabricius, 1803
  - =Ceresa chlorotica Fairmaire, 1846
  - =Melusina exaltata Stål, 1869
  - =Stictolobus erectus Funkhouser, 1919
  - =Melusinella exaltata Metcalf & Wade, 1965
  - =Amblyophallus exaltatus Kopp & Yonke, 1979
- Amblyophallus maculatus (Funkhouser, 1927)[5]typus
  - =Stictolobus maculatus Funkhouser, 1927
- Amblyophallus marginatus (Funkhouser, 1940)[6]
  - =Stictolobus marginatus Funkhouser, 1940
- Amblyophallus phleboleucus Sakakibara, 1969